# Tourouvre au Perche
Tourouvre au Perche es una comuna nueva francesa situada en el departamento de Orne, de la región de Normandía.

## Historia
Fue creada el 1 de enero de 2016, en aplicación de una resolución del prefecto de Orne de 21 de diciembre de 2015 con la unión de las comunas de Autheuil, Bivilliers, Bresolettes, Bubertré, Champs, La Poterie-au-Perche, Lignerolles, Prepotin, Randonnai y Tourouvre, pasando a estar el ayuntamiento en la antigua comuna de Tourouvre.

## Demografía
| Gráfica de evolución demográfica de Tourouvre au Perche entre 1800 y 2013 |
|                                                                           |

Los datos entre 1800 y 2013 son el resultado de sumar los parciales de las diez comunas que forman la nueva comuna de Tourouvre au Perche, cuyos datos se han cogido de 1800 a 1999, para las comunas de Autheuil, Bivilliers, Bresolettes, Bubertré, Champs, La Poterie-au-Perche, Lignerolles, Prepotin, Randonnai y Tourouvre de la página francesa EHESS/Cassini. Los demás datos se han cogido de la página del INSEE.

## Composición
| Comuna delegada      | Código INSEE | Población (2013) | Superficie (km²) | Densidad (hab./km²) |
| -------------------- | ------------ | ---------------- | ---------------- | ------------------- |
| Autheuil             | 61016        | 140              | 6.22             | 23                  |
| Bivilliers           | 61045        | 71               | 4.15             | 17                  |
| Bresolettes          | 61059        | 24               | 5.84             | 4                   |
| Bubertré             | 61065        | 143              | 13.72            | 10                  |
| Champs               | 61090        | 106              | 4.91             | 22                  |
| La Poterie-au-Perche | 61335        | 169              | 7.88             | 21                  |
| Lignerolles          | 61226        | 171              | 5.28             | 32                  |
| Prepotin             | 61338        | 129              | 10.53            | 12                  |
| Randonnai            | 61343        | 751              | 11.22            | 67                  |
| Tourouvre            | 61491        | 1594             | 24.01            | 66                  |